# Городечна Марія Петрівна
Городечна Марія Петрівна (9 травня 1991, Перемишляни, Львівська область) — акторка, викладачка кафедри театрознавства та акторської майстерності Львівського національного університету імені Івана Франка, режисерка дитячого телевізійного театру «Юрашки».

## Життєпис
Народилася 9 травня 1991 року у місті Перемишляни, Львівської області. У 1997 році пішла у перший клас Перемишлянської школи-гімназії, яку закінчила у 2009 році.
В період 2009—2014 років навчалася у Львівському національному університеті імені Івана Франка на спеціальності «Актриса театру та кіно» у творчих майстернях Федора Макуловича, Олексія Кравчука, Богдана Козака, Людмили Колосович.
З 2010 по 2021 рік працювала актрисою в Львівському академічному драматичному театрі імені Лесі Українки.

## Акторські роботи в театрі
Львівський академічний драматичний театр імені Лесі Українки
- 2011 — «Пригоди невгамовного Зайчика та Червоної Шапочки»; реж. Людмила Колосович — Метелик
- 2011 — «Лісова пісня»; реж. Людмила Колосович — Мавка, Русалка
- 2011 — «Вертеп»; реж. Людмила Колосович — Ангел, Чорт, Хористка
- 2011 — «Дорога до Вифлеєму»; реж. Людмила Колосович — Марія
- 2012 — «Великі подвиги маленького Ріккі-Тіккі-Таві»; реж. Людмила Колосович — Еліс, Карайт
- 2012 — «І все-таки я тебе зраджу»; реж. Людмила Колосович — Душа
- 2012 — «Моя дорога Памела або Як уколошкати стареньку»; реж. Людмила Колосович — Глорія Гулок
- 2012 — «Search: www.МатиНАЙмичкА.com.ua»; реж. Григорій Шумейко — Ганна, Гапка
- 2013 — «Анатомія театру»; реж. Людмила Колосович — Зося, Артистка оркестру
- 2013 — «Собака на сіні»; реж. Людмила Колосович — Марчелла, Челіо
- 2013 — «Євангеліє від Юди»; реж. Юрій Мельничук — Сусанна
- 2014 — «Стіна»; реж. Людмила Колосович — Варвара Рєпніна старша та Варвара Рєпніна молода, Молодиця
- 2014 — «Готель поміж двох світів»; реж. Богдан Козак — Марі
- 2014 — мюзикл «DIVKA»; реж. Олексій Коломійцев — Мешканка села
- 2014 — живе кіно «Вівісекція»; реж. Олексій Коломійцев — Муха
- 2014 — опера «Антиформалістичний райок»; реж. Олексій Коломійцев
- 2015 — «Баба Пріся»; реж. Олексій Кравчук — Русалка-радіо-Свобода
- 2015 — рок-опера «Ірод»; реж. Олексій Коломійцев — Дівчина з античного хору
- 2016 — трагікомедія «Слава героям»; реж. Олексій Кравчук — Медсестра Ганя
- 2016 — емоційні пейзажі за мотивами казки братів Грімм «Білосніжка»; реж. Анна Єпатко — Білосніжка
- 2016 — сторітелінг «Одержима»; реж. Павло Ар'є — Міріам
- 2016 — треш-детектив «Людина в підвішеному стані»; реж. Ігор Білиць — Фа
- 2016 — музична вистава для дітей «Золоте курча»; реж. Роман Скоровський — Метелик
- 2017 — сімейний мюзикл «Зачарована принцеса»; реж. Олена Сєрова-Бондар — Баба Яга
- 2017 — вистава-дослідження за мотивами драми «Блакитна троянда» Лесі Українки «Любов)»; реж. Артем Вусик — Груїчева

## Участь у фестивалях та проектах
- 2017 — Віолетта, вистава «Сад», копродукція британського режисера та драматурга Джека Кловера і Першої сцени сучасної драматургії «Драма.UA»[4][5]